# Klemmenstrook

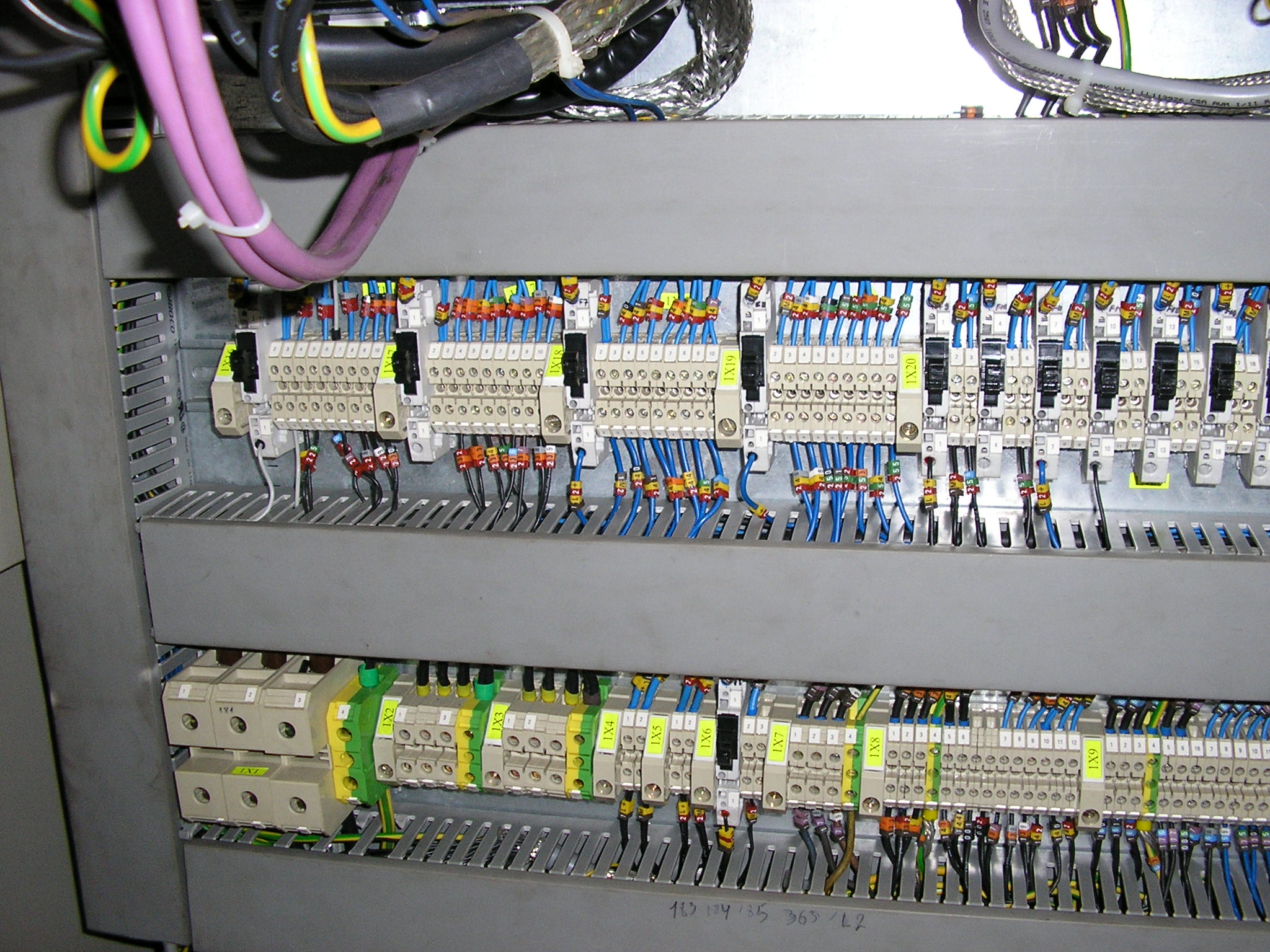
Klemmenstroken

Een klemmenstrook bestaat uit aansluitklemmen en wordt gebruikt voor het verbinden van externe en interne elektrische kabels in een schakelkast. Er bestaan verschillende type klemmenstroken, zoals rijgklemmen en etageklemmen. Klemmenstroken worden doorgaans bevestigd op een DIN-rail.